# 谷地阿尔默斯巴赫
谷地阿尔默斯巴赫（德語：Allmersbach im Tal，發音：[ˈalmɐsˌbax ʔɪm ˈtaːl]）是德国巴登-符腾堡州斯图加特行政区雷姆斯-穆尔县的市镇，面积7.96平方千米，2023年12月31日人口为5,065人。